# Nahaec
Nahaec ist eine osttimoresische Aldeia. Sie liegt im Nordosten des Sucos Dare (Verwaltungsamt Vera Cruz, Gemeinde Dili), zwischen den Orten Fatu Naba und Lahane. In Nahaec leben 511 Menschen (2015).

## Geographie

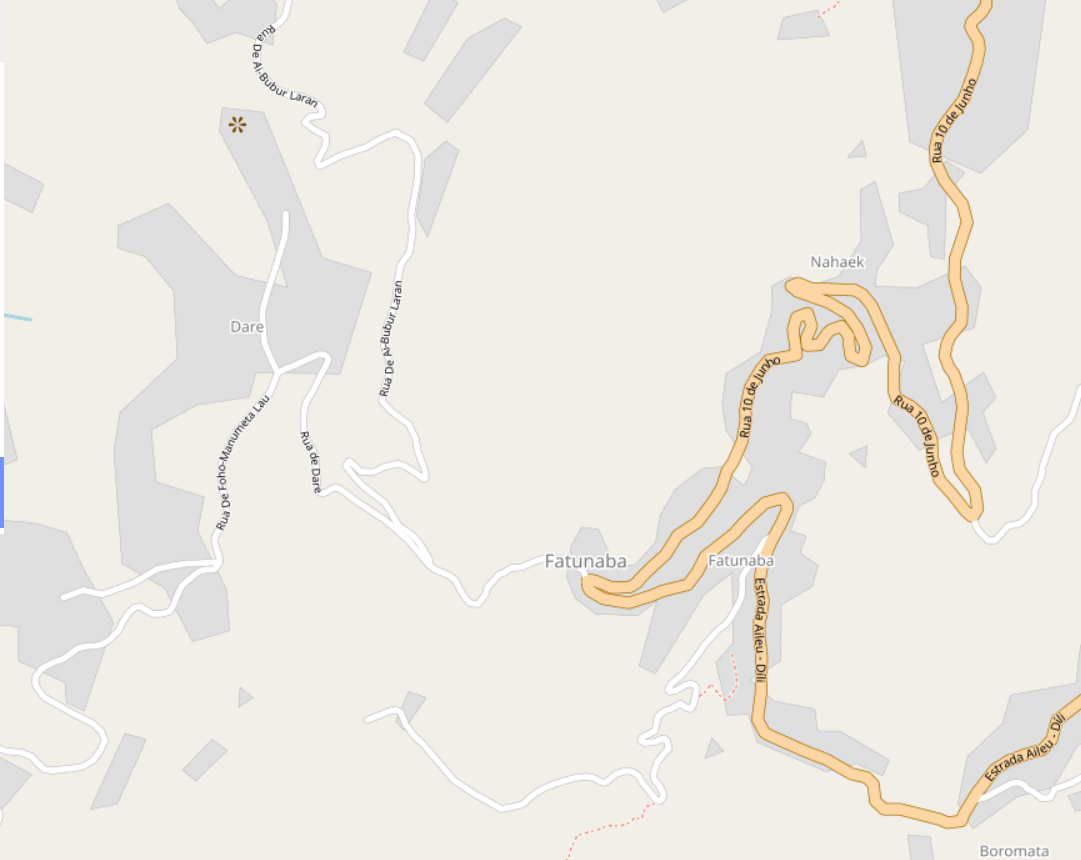
Straßenkarte der Dörfer Dare, Fatu Naba und Nahaec

Südwestlich von Nahaec liegt die Aldeia Fatu Naba, mit der gleichnamigen Ortschaft. Im Westen und Norden grenzt Nahaec an den Suco Lahane Ocidental und im Nordosten und Osten an den Suco Balibar.
Trotz ihrer Nähe zur Küste liegt Nahaec bereits 368 m über dem Meeresspiegel. Im Vergleich zu den Aldeias weiter im Westen ist das kleine Nahaec relativ dicht besiedelt. Die Ortschaft Nahaec gruppiert sich entlang der Straße, die im Norden nach Lahane und weiter in die Landeshauptstadt Dili führt und nach Süden durch Fau Naba nach Dare im Südwesten und Aileu weiter im Süden.